# Кембридж (Огайо)
Кембридж (англ. Cambridge) — місто (англ. city) в США, адміністративний центр та найбільший населений пункт округу  Гернсі штату Огайо. Населення — 10 089 осіб (2020).

## Географія
Кембридж розташований за координатами 40°1′15″ пн. ш. 81°35′7″ зх. д. / 40.02083° пн. ш. 81.58528° зх. д. (40.020964, -81.585390).  За даними Бюро перепису населення США в 2010 році місто мало площу 16,46 км², з яких 16,45 км² — суходіл та 0,01 км² — водойми.

## Демографія
Згідно з переписом 2010 року, у місті мешкало 10 635 осіб у 4651 домогосподарстві у складі 2604 родин. Густота населення становила 646 осіб/км².  Було 5313 помешкання (323/км²).
Расовий склад населення:
| - 92,7 % — білих - 3,4 % — чорних або афроамериканців - 0,3 % — корінних американців - 0,3 % — азіатів |

До двох чи більше рас належало 3,0 %. Частка іспаномовних становила 1,2 % від усіх жителів.
За віковим діапазоном населення розподілялося таким чином: 24,6 % — особи молодші 18 років, 58,1 % — особи у віці 18—64 років, 17,3 % — особи у віці 65 років та старші. Медіана віку мешканця становила 38,8 року. На 100 осіб жіночої статі у місті припадало 87,4 чоловіків;  на 100 жінок у віці від 18 років та старших — 83,1 чоловіків також старших 18 років.
Середній дохід на одне домашнє господарство  становив 41 031 долар США (медіана — 29 020), а середній дохід на одну сім'ю — 48 617 доларів (медіана — 34 839). Медіана доходів становила 37 188 доларів для чоловіків та 29 538 доларів для жінок. За межею бідності перебувало 30,8 % осіб, у тому числі 46,4 % дітей у віці до 18 років та 10,6 % осіб у віці 65 років та старших.
Цивільне працевлаштоване населення становило 3914 особи. Основні галузі зайнятості: освіта, охорона здоров'я та соціальна допомога — 30,8 %, виробництво — 16,4 %, мистецтво, розваги та відпочинок — 12,9 %, роздрібна торгівля — 10,2 %.